# Imerys
Imerys S.A. is een Franse multinational met een beursnotering aan de CAC Mid 60 in Parijs. Kernactiviteit van Imerys is het produceren en verwerken van mineralen en grondstoffen.

## Geschiedenis
Het bedrijf is in 1880 opgericht als Imetal door de rijke en invloedrijke familie Rothschild door een samenvoeging van haar mijnen en industrie. Na een langzame uitbreiding van zijn activiteiten groeide het bedrijf tussen 1994 en 1998 explosief en werd het dubbel zo groot. De voornaamste oorzaak hiervoor waren enkele overnames. Door toenmalig topman Patrick Kron en zijn opvolger Gérard Buffière is sinds 1997 sterk ingezet op het produceren en verwerken van specifieke mineralen en grondstoffen, een koers die het bedrijf tot op de dag van vandaag volgt.
In oktober 2022 maakte Imerys bekend dat het in Frankrijk een grote lithiummijn wil openen. Lithium is een erg belangrijk grondstof voor herlaadbare batterijen in elektrische voertuigen. Het zal een van de grootste lithiummijnen van Europa worden en jaarlijks voldoende lithium produceren voor zo'n 700.000 batterijen voor elektrische wagens. Het project vergt een investering van 1 miljard euro en de mijn kan tegen het jaar 2027 operationeel zijn.

## Activiteiten
Imerys is wereldwijd actief in 40 landen en heeft 100 mijnen. Uit de mijnen komen diverse grondstoffen, zoals bentoniet, diatomeeënaarde, veldspaat, kaolien, perliet en talk.
Het bedrijf heeft zijn activiteiten verdeeld in twee hoofdgroepen die verder zijn onderverdeeld:
- Performance minerals, verder verdeeld over drie geografische regio's;
- High Temperature Solutions en Refractory, Abrasives & Construction.

De belangrijkste sectoren waaraan Imerys levert zijn de bouw (circa 30% van de totale omzet), consumentengoederen (215), ijzer en staal (16%), automobiel (13%), papier (9%) en de rest gaan naar de industrie.

### Nederland
Imerys had een productielocatie in Vlaardingen waar onder andere kalkslurry werd geproduceerd/verwerkt. Deze locatie sloot in 2007 haar deuren. Momenteel resteert er slechts een productielocatie van vuurvaste islolatiebeton welke gevestigd is op het Oosterhoutse industrieterrein Weststad.

### Verenigd Koninkrijk
Een van de grootste winnings- en productiegebieden van Imerys in Europa is Cornwall waar kaolien wordt gewonnen en verwerkt. Dit uitgebreide mijnencomplex, dat zich concentreert rond St. Austell, is sinds 1999 in handen van Imerys.